# والکر وسلز
والکر وسلز (انگلیسی: VolkerWessels) شرکت ساخت‌وساز هلندی است، که در سال ۱۸۵۴ تأسیس شد.